# Nu ABO
Nu ABO è il primo EP del gruppo musicale sudcoreano f(x), pubblicato il 4 maggio 2010 dalla SM Entertainment.

## Tracce
1. Nu ABO (NU 예삐오) – 3:44
2. Mr. Boogie – 3:00
3. Ice Cream (아이스크림) – 3:06
4. ME+U – 3:16
5. Surprise Party – 2:43
6. Sorry (Dear Daddy) (Luna & Krystal duet) – 3:41

## Classifiche
| Classifica (2010) | Posizione massima |
| ----------------- | ----------------- |
| Corea del Sud     | 2                 |